# Murat-sur-Vèbre
Murat-sur-Vèbre là một xã trong vùng Occitanie, thuộc tỉnh Tarn, quận Castres, tổng Murat-sur-Vèbre. Tọa độ địa lý của xã là 43° 41' vĩ độ bắc, 02° 51' kinh độ đông. Murat-sur-Vèbre nằm trên độ cao trung bình là m mét trên mực nước biển, có điểm thấp nhất là 543 mét và điểm cao nhất là 1205 mét. Xã có diện tích 98,80 km², dân số vào thời điểm 1999 là 938 người; mật độ dân số là 9 người/km².

## Thông tin nhân khẩu
| 1962  | 1968  | 1975  | 1982 | 1990 | 1999 |
| ----- | ----- | ----- | ---- | ---- | ---- |
| 1.338 | 1.264 | 1.060 | 938  | 889  | 819  |